# Šport u 2015.
◄◄ | ◄ | 2012. | 2013. | 2014. | 2015.  | 2016. | 2017. | 2018. | ► | ►►
Arhitektura • Astronautika • Astronomija • Biologija • Film • Fotografija • Glazba • Kazalište • Kemija • Kiparstvo • Knjige • Književnost • Kršćanstvo • Meteorologija • Medicina • Planinarstvo • Politika • Pravo • Promet • Slikarstvo • Strip • Šport • Televizija • Znanost • Zrakoplovstvo • Željeznički promet
Šport u 2015.

## Svijet

### Natjecanja

#### Svjetska natjecanja
- 27. srpnja do 8. kolovoza – Svjetsko prvenstvo u vaterpolu u Kazanju u Rusiji prvak Srbija

#### Kontinentska natjecanja

##### Europska natjecanja
- 5. do 20. rujna – Europsko prvenstvo u košarci. Zemlje domaćini su Hrvatska, Francuska, Njemačka i Latvija, a prvak Španjolska

## Hrvatska i u Hrvata

### Natjecanja

#### Timski športovi
- prvenstvo Hrvatske u autocrossu: Sven Team (timovi), AK Ozalj (klubovi)[1]

#### Pojedinačni športovi
- prvenstvo Hrvatske u autocrossu: Sven Katić (divizija 1 i juniori), Marko Marković (divizija 1A), Marino Čargonja (divizija 1B), Loris Krbavac (divizija 3 i divizija 3A)[1]

## Vanjske poveznice
|  | Zajednički poslužitelj ima još gradiva o temi Šport u 2015. |